# Malimono, Surigao del Norte
Malimono là một đô thị hạng 5 ở tỉnh Surigao del Norte, Philippines. Theo điều tra dân số năm 2000, đô thị này có dân số 14.597 người trong 2.817 hộ.

## Các đơn vị hành chính
Malimono được chia thành 14 barangay.
- Bunyasan
- Cagtinae
- Can-aga
- Cansayong
- Cantapoy
- Cayawan
- Doro (Binocaran)
- Hanagdong
- Karihatag
- Masgad
- Pili
- San Isidro (Pob.)
- Tinago
- Villariza